# Segelfluggelände Brannenburg

i7
i11
i13
Das Segelfluggelände Brannenburg liegt im Ortsteil Grießenbach der Gemeinde Brannenburg im Landkreis Rosenheim in Oberbayern, etwa 1 km östlich von Brannenburg.

## Flugbetrieb
Das Segelfluggelände besitzt eine 420 m lange Landebahn aus Gras. Es besitzt eine Zulassung für Segelflugzeuge, Gleitschirme, Hängegleiter und Motorsegler. Der Start erfolgt per Windenschlepp oder Eigenstart.
Das Segelfluggelände wird vom Flugsportverein Rosenheim e. V. betrieben. Der Verein wurde 1951 gegründet.